# Cult Awareness Network
«Cult Awareness Network» («Сеть оповещения о культах», КАН, CAN) — американская антикультовая организация, основанная Теодором Патриком в 1978 году в США. Специализировалась на так называемом «депрограммировании» людей, вовлечённых в новые религиозные движения, которые рассматривались как деструктивные культы.
В середине 1990-х годов пятидесятник Джейсон Скотт при участии адвоката-саентолога Кендрика Моксона подал иск против депрограмматора Рика Росса, двух его помощников и CAN. По решению суда организация «Сеть осведомления о культах» должна была выплатить сумму в 1 миллион долларов США, но не смогла. 20 июня 1996 года по решению Федерального суда Чикаго CAN была объявлена банкротом. После банкротства, CAN была приобретена Церковью саентологии и превращена в New Cult Awareness Network, после чего направление деятельности организации изменилось на прямо противоположное..

## История
Основателем CAN был Теодор Рузвельт Патрик. В 1971 году его сын Майкл едва не стал членом религиозной организации «Дети Бога». Патрик выяснил, что претензии к данному религиозному объединению имели многие родители. Чтобы лучше понять структуру общины, он инкогнито провёл в ней несколько дней. Патрик пришёл к выводу, что лидеры организации манипулируют сознанием адептов.
В 1972 году Патрик оставил государственную службу и активно занялся антикультовой деятельностью, создав правозащитную организацию FREECOG, которая в 1978 году в связи массовым самоубийством в идейной общине Джонстаун членов нового религиозного движения «Храм народов» и убийством конгрессмена Лео Райана, была переименована в «Фонд гражданской свободы». А затем получила название Cult Awareness Network of the Citizen’s Freedom. В 1984 году получила своё непосредственное название «Сеть оповещения о культах». Директором CAN стала Патриция Райан — дочь погибшего конгрессмена.
Штаб-квартира Фонда гражданских свобод первоначально располагалась в Чикаго, где организация занималась сбором сведений о новых религиозных движениях. К 1991 году «Сеть оповещения о культах» располагала 23 отделениями, которые занимались мониторингом 2000 групп, которые обозначались как «контролирующие сознание культы».
Актёр Майк Фаррелл был одним из членов наблюдательного совета CAN.
В 1990 году CAN учредила Фонд Джона Гордона Кларка в честь известного психиатра Джона Гордона Кларка выступавшего со свидетельскими показаниями против саентологии и других подобных групп. Фонд оказывал помощь бывшим членам деструктивных культов.
Фонд гражданских свобод первоначально выступал за депрограммирование, но затем публично отдалился от этой практики, когда общественное мнение в 1970-х годах было настроено против этой организации, получившей название «Сеть оповещения о культах». Несмотря на это организация продолжала оставаться предметом спором, поскольку связанные с ней Гален Келли и Дональд Мур были привлечены к уголовной ответственности за похищение и принудительное депрограммирование членов новых религиозных движений.

## Деятельность
Работа CAN предполагала два аспекта. Во-первых, организация информировала граждан непосредственно об опасных культах. Во-вторых, активисты CAN проводили так называемое «депрограммирование» — комплекс мер психологического и физического характера, при помощи которых можно было добиться выхода человека из опасного культа.
Применяемая CAN технология заключалась в следующем. По просьбе родственников группа Патрика похищала верующего и доставляла его в уединённое место. Таким образом, человек оказывался в физической изоляции от своих единоверцев. После этого начиналась депрограммирование. Это была продолжительная процедура, прерываемая только для приёма пищи и сна. Депрограмматор без конца задавал жертве острые вопросы, пытался указывать на возможные противоречия в доктрине и организации культа, сообщал данные, дискредитирующие руководство религиозной организации и т. д. Иногда с верующим работали бывшие члены какого-либо культа, хорошо знавшие ситуацию «изнутри». Переломным считался момент, когда человек начинал слушать, а затем включался в беседу. После установления двустороннего контакта верующий часто вставал на сторону депрограмматора.
Первый успешный опыт депрограммирования был проведён над девушкой, которая оставила учёбу в университете Южной Калифорнии и ушла в общину «Детей Бога», расположенную на территории Финикса, штат Аризона. Вместе с единомышленниками Патрик похитил студентку и увёз на фургоне, который довольно долго преследовали её единоверцы. На депрограммирование ушло два дня.
Воздействию этого метода в общей сложности были подвергнуты около 2000 человек. О своей деятельности Патрик в соавторстве с Томом Дьюлаком поведал в книге «Отпустите наших детей!» («Let Our Children Go!» E. P. Dutton, 1976).

## Судебные процессы
В 1970-х годах начались судебные разбирательства против Патрика и CAN. Главные обвинения сводились к фактам похищений. В июне 1974 года окружной судья Денвера Зита Вэйншенк приговорила Патрика за насильственное удержание двух девушек к году заключения условно и штрафу в размере 1 тыс. долл. США. В 1975 году за попытку депрограммировать гражданку Канады он был лишён права на въезд в эту страну. В июне 1975 года решением калифорнийского суда за «незаконное лишение свободы» Патрик получил двухмесячный тюремный срок. Его прежнее условное освобождение также было отменено, и в июле 1976 года он начал отбывать однолетний срок.
В 1976 году бывший объект депрограммирования Венди Хеландер предъявила Патрику обвинение в незаконном лишении её свободы в течение 86 дней, и суд в Бриджпорте (штат Коннектикут) приговорил Теда Патрика к возмещению нанесённого ущерба. Будучи отпущенным из тюрьмы для выполнения работы в феврале 1977 года, он вновь предпринял попытку депрограммирования. Поэтому в августе 1977 года его в очередной раз признали виновным. В апреле 1980 года Патрик был приговорён ещё к одному году тюремного заключения и пяти годам условно. В январе 1982 года ему предъявили три обвинения в похищениях. В октябре 1982 года Патрик был заключён в тюрьму в Сан-Диего за нарушение правил условного освобождения в результате ещё одной попытки депрограммирования. В июне 1984 года его условное освобождение было отменено за очередную попытку депрограммирования. В августе 1985 года он был приговорён к трём годам тюремного заключения за нарушения правил условного освобождения 1980 года. В ноябре 1987 года окружной суд Лос-Анджелеса приговорил Теда Патрика к выплате 184 900 долларов женщине-саентологу, которая в 1981 году подвергалась депрограммированию в течение полутора месяцев.
Помимо судов, стала всплывать информация о том, что Патрик сексуально домогается своих пациенток, хранит и принимает кокаин, избивает адептов новых религиозных движений и даже, якобы, пытался зарезать одного из них опасной бритвой. Тем не менее, деятельность Патрика и CAN продолжалась до середины 1990-х годов.
В середине 1990-х годов пятидесятник Джейсон Скотт при участии адвоката-саентолога Кендрика Моксона подал иск против депрограмматора Рика Росса, двух его помощников и CAN. По решению суда организация «Сеть осведомления о культах» должна была выплатить сумму в 1 миллион долларов США, но не смогла. 20 июня 1996 года по решению Федерального суда Чикаго CAN была объявлена банкротом. После банкротства, CAN была приобретена Церковью саентологии и превращена в New Cult Awareness Network, после чего направление деятельности организации изменилось на прямо противоположное. Бывший сотрудник саентологической спецслужбы Отдел особых дел Фрэнк Оливер рассказал Phoenix New Times, что его последнее задание заключалось в оказании помощи Моксону в создании особого подразделения, целью которого был сбор сведений о деятельности Cult Awareness Network, а также вербовка людей, которые бы согласились стать истцами в судебных процессах против этой организации.
Подробности деятельности CAN продолжали расследоваться и позже. В 2000 году американский суд признал CAN и нескольких членов организации виновными в похищениях людей и нападениях, которые суд описал, как «настолько отвратительные по своему характеру и настолько ошеломляющие по своей степени, что они выходят за все возможные границы приличий, являются зверскими и совершенно неприемлемыми в цивилизованном обществе». В описываемом конкретном случае объектом деятельности CAN был 18-летний Джейсон Скотт. CAN квалифицировала его религиозную организацию как «деструктивный культ» и занялась депрограммированием Скотта, для начала похитив его. Одним из исполнителей был ведущий американский исследователь сект Рик Росс. Росс и его сообщники удерживали Скотта на протяжении пяти дней, пытаясь заставить его изменить свои религиозные убеждения. Суд города Сиэтла наложил штраф на Росса и CAN в размере почти 5 млн долларов.